# Jan Baryła
Jan Baryła (ur. 11 września 1881 w Kole, rozstrzelany 28 maja 1942 w lasach koło Magdalenki) – działacz SDKPiL, KPP, PPR i związków zawodowych.

## Życiorys
Z zawodu szewc, w 1902 wstąpił do SDKPiL, organizator wielu strajków robotniczych w Łodzi. Uczestnik rewolucji 1905. Organizował komórki związkowe i Kasy Chorych. 1911-1912 członek Zarządu SDKPiL dzielnicy Powązki, następnie Komitetu Warszawskiego SDKPiL. 1915-1917 przebywał na zesłaniu w guberni jenisejskiej. Po rewolucji lutowej działał w Mohylewie i Mińsku, gdzie współtworzył Zjednoczenie Socjalistyczne Polskie (ZSP). Członek Zarządu ZSP, współpracownik jego pisma "Prawda".  Współpracował z Socjaldemokratyczną Partią Robotniczą Rosji (SDPRR). Referent Wydziału Wygnańczego w Komisariacie do Spraw Polskich przy Komisariacie do Spraw Narodowościowych Okręgu i Frontu Zachodniego w Mińsku. 
Od końca 1918 działacz Warszawskiej Rady Delegatów Robotniczych (WRDR) jako delegat Związku Zawodowego Robotników Przemysłu Skórzanego. Wkrótce wstąpił do KPRP/KPP. Przez rok więziony za działalność komunistyczną. Od 1921 członek Zarządu Głównego Związku Zawodowego Robotników Przemysłu Skórzanego w Polsce. We wrześniu 1921 kandydował w wyborach z listy komunistycznej do Rady Kasy Chorych miasta stołecznego Warszawy. Po 1923 odsunął się od czynnej działalności w partii komunistycznej, poświęcając się działalności w związkach zawodowych. 
W 1938 został odznaczony Krzyżem Niepodległości. 
W czasie okupacji brał aktywny udział w organizowaniu PPR na terenie Warszawy w pierwszych miesiącach 1942. W kwietniu 1942 został aresztowany wraz z synem przez gestapo i osadzony na Pawiaku, gdzie po bestialskich torturach został wraz z ponad 200 innymi więźniami zamordowany w Lesie Sękocińskim koło Magdalenki pod Warszawą.